# Ściana Johna Lennona

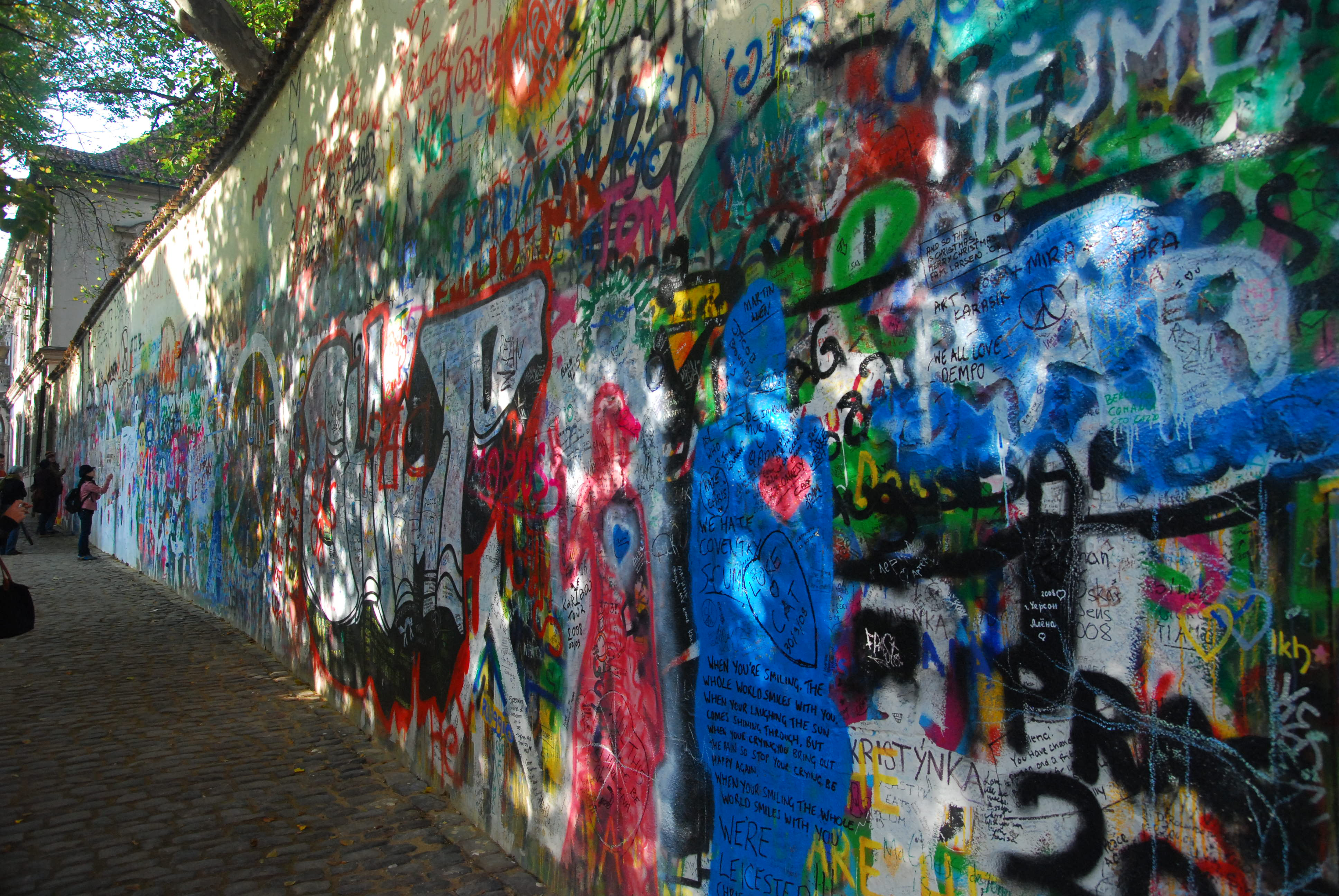
Fragment ściany

Ściana Johna Lennona – ściana w Pradze, w Czechach. Ściana od lat 80. XX wieku została zapełniona graffiti inspirowanymi Johnem Lennonem i fragmentami tekstów piosenek Beatlesów.
W 1988 roku ściana była źródłem irytacji dla reżimu komunistycznego Gustáva Husáka. Młodzi Czesi pisali skargi na ścianie, co doprowadziło do starcia pomiędzy setkami studentów i służbą bezpieczeństwa w pobliżu Mostu Karola. Ruch studentów został ironicznie nazwany „Lennonismem”, a czeskie władze opisywały tych ludzi jako alkoholików, psychicznie chorych, socjopatycznych i nazywali agentami zachodniego kapitalizmu.
Ściana stale ulega zmianie, a oryginalny portret Lennona został zamalowany pod warstwami nowej farby. Nawet wtedy, gdy ścianę przemalowano przez niektóre instytucje, na drugi dzień znów zapełniała się poezją i kwiatami. Dziś ściana jest symbolem ideałów młodości takich jak miłość i pokój.